# Wilhelm Frick
Wilhelm Frick (ur. 12 marca 1877 w Alsenz, zm. 16 października 1946 w Norymberdze) – niemiecki polityk, prawnik i policjant, Reichsleiter, poseł do Reichstagu z ramienia NSDAP, minister spraw wewnętrznych (1933–1943), protektor Czech i Moraw (1943–1945) i minister bez teki (1943–1945), odpowiedzialny za wykluczenie Żydów z życia społecznego Niemiec i umożliwienie ich eksterminacji oraz akcję T4, skazany w procesach norymberskich na śmierć i stracony. Uczestnik puczu monachijskiego. 

## Wczesna kariera
Frick urodził się w Alsenz jako syn nauczyciela. Najpierw uczęszczał do szkoły w Monachium, a następnie studiował prawoznawstwo na Uniwersytecie Jerzego Augusta w Getyndze, Uniwersytecie Fryderyka Wilhelma w Berlinie oraz Uniwersytecie Ruprechta i Karola w Heidelbergu. W latach 1904–1924 pełnił obowiązki funkcjonariusza policji w Monachium. Rozpoczął pracę w charakterze prawniczym w komendzie policji w Monachium. W 1923, gdy był już komendantem policji kryminalnej w tym mieście, został aresztowany za udział w puczu przeciw władzom Republiki Weimarskiej. W kwietniu 1924 sąd niemiecki skazał Fricka na karę 15 miesięcy pozbawienia wolności w zawieszeniu oraz zwolnił go z pracy w policji. Członkiem NSDAP Frick był od maja 1924 i został (również w tym miesiącu) wybrany jako poseł do Reichstagu. W 1930 mianowano go ministrem spraw wewnętrznych i oświaty w Turyngii.

## Minister spraw wewnętrznych Rzeszy
Gdy Adolf Hitler doszedł do władzy w styczniu 1933, Wilhelm Frick został jednym z trzech narodowosocjalistycznych ministrów w jego rządzie (otrzymał tekę ministra spraw wewnętrznych). Jako taki odpowiadał za wprowadzenie rasistowskiego ustawodawstwa antyżydowskiego. Frick był zażartym antysemitą i jego celem było całkowite usunięcie Żydów z życia społecznego i gospodarczego Rzeszy. Brał udział w wydaniu i wykonywaniu niesławnych ustaw norymberskich. Utorowały one drogę do masowej eksterminacji europejskich Żydów. Wydał także akty normatywne zwalczające kościół i związki zawodowe. Zdelegalizował także wszystkie partie polityczne (oprócz NSDAP), przygotowując gestapo grunt do zupełnego wytępienia opozycji i zamknięcia jej członków w obozach koncentracyjnych.
Frick, jako minister spraw wewnętrznych, podpisywał także ustawy o przyłączeniu do III Rzeszy Austrii, czeskich Sudetów, Kłajpedy, Gdańska, Prus Zachodnich i Poznania oraz niektórych ziem francuskich. Wprowadzał także niemiecką administrację na tych terenach. Wreszcie podpisał ustawę o utworzeniu Protektoratu Czech i Moraw. Początkowo był także formalnym zwierzchnikiem całej policji niemieckiej, ale kompetencję tę utracił już w 1936 na rzecz Heinricha Himmlera. Frickowi podlegały sanatoria, szpitale i poradnie psychiatryczne w których przeprowadzano „eutanazję” umysłowo chorych, inwalidów i starców (tzw. akcja T4). Wiedział on o tych morderstwach (dochodziły do niego liczne skargi), ale nie zrobił nic, by je powstrzymać. Liczbę ofiar akcji T4 oblicza się w dziesiątkach tysięcy. Był także pośrednio związany z instytucją hitlerowskich obozów koncentracyjnych, ustanawiając jurysdykcję gestapo w tych obozach, i upoważnił Himmlera do wydawania „zarządzeń zabezpieczających” zezwalających na umieszczanie w nich obywateli z państw okupowanych.

## Protektor Czech i Moraw
W trakcie trwania II wojny światowej tracił stopniowo władzę (w tym stanowisko ministra spraw wewnętrznych w sierpniu 1943) na rzecz Heinricha Himmlera. Początkowo był ministrem bez teki, a 20 sierpnia 1943 otrzymał funkcję Protektora Czech i Moraw. Jako taki Frick ponosi odpowiedzialność za ucisk stosowany wobec czeskiej ludności cywilnej, w szczególności za terroryzowanie jej i zmuszanie do pracy przymusowej oraz deportację Żydów czeskich do obozów zagłady i obozów koncentracyjnych.

## Proces i egzekucja

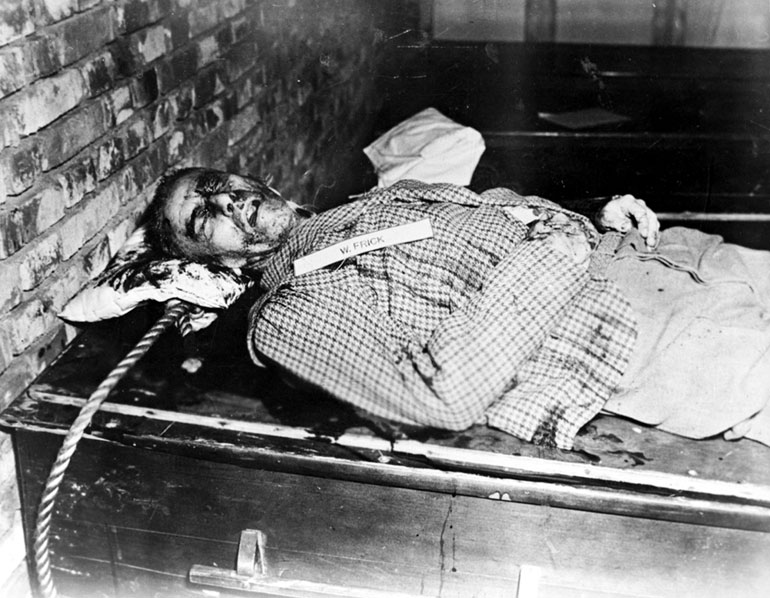
Zwłoki Wilhelma Fricka po egzekucji

Po zakończeniu wojny został aresztowany przez aliantów i, jako jeden z głównych sprawców zbrodni hitlerowskich, postawiony przed Międzynarodowym Trybunałem Wojskowym w Norymberdze. W trakcie postępowania sądowego był jedynym oskarżonym, który zrezygnował ze składania wyjaśnień. Trybunał uznał Fricka za winnego zbrodni przeciw pokojowi, zbrodni wojennych i przeciw ludzkości. Został on skazany 1 października 1946 na karę śmierci przez powieszenie. Jego ostatnie słowa przed wykonaniem wyroku 16 października 1946 brzmiały: „Niech żyją wieczne Niemcy”.

## Odznaczenia
- Order Krwi (9 listopada 1933)[5]
- Brązowa Odznaka za Służbę w NSDAP (30 stycznia 1940)[4]
- Krzyż Zasługi Wojennej I klasy (16 października 1940)[5]
- Złota Odznaka NSDAP[5]
- Złota Odznaka Honorowa Hitlerjugend[5]